# Yoa
Yoa – drugie pod względem wielkości jezioro w zespole jezior Ounianga w regionie Ennedi w północno-wschodnim Czadzie. Jeziora te porozdzielane są pasmami lądu przebiegającymi w kierunku północ–południe. Są pozostałością o wiele większego jeziora, wypełniającego tutejszą kotlinę w okresie od 10000 r. p.n.e. do 1500 r. p.n.e. gdy Sahara nie była jeszcze pustynią. Obecnie w kotlinie znajduje się piętnaście jezior o ogólnej powierzchni ok. 20 km².

## Hydrogeologia
Silnie zasolone jezioro Yoa charakteryzuje się skomplikowanym procesem wymiany wód, który jest wspólny dla wszystkich jezior Ounianga. 

## Zmiany klimatyczne
Jezioro Yoa jest interesującym obiektem badań na temat globalnych zmian klimatu. Zespół naukowców Uniwersytetu Kolońskiego pod kierownictwem Stefana Kröpelina pobrał rdzeń wiertniczy z osadów na dnie jeziora. Ponieważ jezioro Yoa istnieje nieprzerwanie od wilgotnego okresu tzw. Zielonej Sahary, to osady na jego dnie były chronione przed erozją i rozproszeniem. Analiza pyłków w rdzeniu wykazała, że przemiana lasu w pustynię w okolicy jeziora Yoa odbyła się stopniowo. W międzyczasie występowały okresy roślinności krzewiastej i trawiastej, zanim okolica przekształciła się ostatecznie w pustynię.
Wniosek ten jest sprzeczny z pracą Petera de Menocala i jego kolegów z Uniwersytetu Columbii, którzy w 2000 r. wydobyli rdzeń wiertniczy z osadów oceanicznych przy zachodnich brzegach Mauretanii. Ze względu na dużą ilość pyłu w rdzeniu, autorzy doszli do wniosku, że powstanie pustyni było bardzo szybkie i zaszło w okresie kilkuset lat.
Różnica między tymi dwoma wynikami, przy bliższym zapoznaniu się, nie jest zaskakująca. Rdzeń oceaniczny przedstawia przebieg zdarzeń w całej północnej części kontynentu afrykańskiego, podczas gdy dane z jeziora Yoa pokazują dokładniejsze informacje na temat warunków panujących na zachód i na południe od niego. Z obszarów tych pochodziły materiały, którymi dominujące w okresie holocenu pasaty pokryły dno jeziora. Możliwe jest też, że oba procesy zachodziły równolegle i północna Afryka szybko stała się sucha, ale w pewnych okolicach proces pustynnienia przebiegał poprzez szereg stadiów pośrednich.